# 輸電網路

電力系統（發電系統（紅色），輸電系統（藍色），配電系統（綠色）。

輸電網路（英語： 或 ），簡稱電網，是指用來將電力從生產者輸送至消費者以供使用的互聯電網。這個網路由發電廠、變電所（將電壓升高或降低）、輸電系統（可長途輸送電力）組成。在電力抵達最終用戶之前，會利用變電所將電壓降低至用戶所需的工作電壓。發電廠通常建在靠近能源，且遠離人口稠密的所在。電網的規模各不相同，可覆蓋整個國家或是大陸。依據規模可以分類為微電網、廣域同步電網及超級電網。
各個電網幾乎均為同步運作，表示所有配電區都以同步的三相交流電運作（因此電壓波動幾乎同時發生），使得交流電能在整個區域傳輸，將發電廠與消費者連結。電網的同步運作為電力市場提供穩定的基礎，有利於市場的流動性。
輸電和配電兩者合在一起是電力傳輸工作的一部分，在北美稱為"power grid"，或逕稱"the grid"。在英國、印度、坦尚尼亞、緬甸、馬來西亞和紐西蘭，這種網路稱為國家電網"national Grid"。
當全球電氣化程度提高後，由電網取得電力的人數也不斷增加。全球於2010年約有12億人未連結到電網，而於2017年仍約有8.4億人未連結到電網（約佔總人口的11%，主要在非洲）。
電網容易受到惡意入侵或攻擊，因此需要確保安全。隨著電網現代化並引入電腦技術，來自網路的威脅開始成為嚴重的風險。特別令人擔憂的是電網需用到更複雜的電腦系統進行管理，而這類系統成為易於攻擊的目標。

## 類型（按規模分類）

### 微電網
所謂微電網是種區域電網，通常是廣域同步電網的一部分，但可脫離並自行運作（尤其是當主電網受停電影響時），這種佈局稱為島嶼化（電力系統分割），這類微電網可能依靠自己的資源無限期運作。
微電網通常比較大的電網使用較低電壓的配電網路和分散式發電機。微電網不僅更具韌性，而且會以較低的成本在偏遠地區提供服務。
設計微電網的目的通常是當地有能源可資利用。
實際的案例有：
- 位於葉門的哈傑和拉赫季：社區擁有的太陽能光電微電網。[7]
- 位於法國大西洋沿岸的約島試點計畫：於五棟房屋屋頂安裝64個峰值容量為23.7千瓦（kW）的太陽能光電面板，以及一個容量為15千瓦時（kWh）的電池。[8][9]
- 位於海地Les Anglais（英语：Les Anglais）：[10]此設施裝設有偵測偷電的裝置。[11]
- 位於肯亞Mpeketoni（英语：Mpeketoni）：社區性柴油發電機微電網系統。[12]
- 位於美國加利福尼亞州索諾馬的Stone Edge Farm Winery（葡萄莊園及酒廠）：微電網包含有太陽能光電面板、電池和電解水產生的氫氣（作為能源載體，於必要時用於燃料電池，作能源用）。[13][14]

### 廣域同步電網
廣域同步電網在北美也稱為"互聯電網"。電網將許多發電廠連結，以相對一樣的頻率提供交流電給眾多消費者。例如位於北美的廣域同步電網 - 西部互聯電網、東部互聯電網、魁北克互聯電網和德克薩斯州電網）。歐洲有個大型電網將歐洲大陸的大部分地區聯結。
廣域同步電網是個區域級規模或甚至規模更大的電網。電網在正常運作下會採相同頻率，以同步的方式聯結。涵蓋的範圍也稱為同步區，其中最大的是歐洲大陸電網 (ENTSO-E)，發電量有667吉瓦 (GW=十億瓦)，而供電範圍最廣的是統一電力系統，涵蓋前屬於蘇聯的各個國家。發電容量充足的同步電網可促進大範圍電力市場交易。ENTSO-E在2008年經由歐洲能源交易所 (EEX) 每天售出的電力超過35萬百萬瓦時（MVh）。
於北美互聯電網的額定頻率為60赫茲，而歐洲的則是50赫茲。具有相同頻率和標準的相鄰互聯電網可以同步及直接方式連結以形成更大的電網，也可透過高壓直流輸電線路（DC ties）或變頻變壓器（VFT）在不同步的情況下共享電力，可實現雙向有功功率和無功功率的無縫傳輸，又能同時維持系統自身的頻率獨立。
成立同步區的好處有將發電匯集以降低發電成本、集中負載而產生顯著平衡效果、共同配置發電容量而降低初級和次級備用電力成本、開放市場而導致長期合約和短期電力交換的可能性以及在發生系統故障時可互相支援。
廣域同步電網有一缺點，即其中某一部分的問題可能會影響到電網整體。例如於2018年，科索沃因與塞爾維亞發生爭端，前者消耗的電力超過自身發電量，導致整個歐洲大陸同步電網的相位落後於正常水平，頻率下降到49.996赫茲，導致某些類型的電鐘因使用石英晶體振盪器計時的晶振變得較慢，而慢了六分鐘。

歐洲的5個廣域同步電網
位於北美的兩個主要和三個次要電網
世界各地主要的廣域同步電網（WASG）

### 超級電網
超級電網（或是拼寫為supergrid）是一種廣域輸電網路，通常的規模是跨大陸或是包含多個國家，讓大量電力透過遠距離交易成為可能。這種電網有時也被被稱為"巨型電網（mega grid）"。通常超級電網採用的是高壓直流輸電（HVDC）以降低長距離傳輸電力中的損耗率。最新一代的HVDC傳輸電力時，每1,000公里的損耗僅有1.6%。

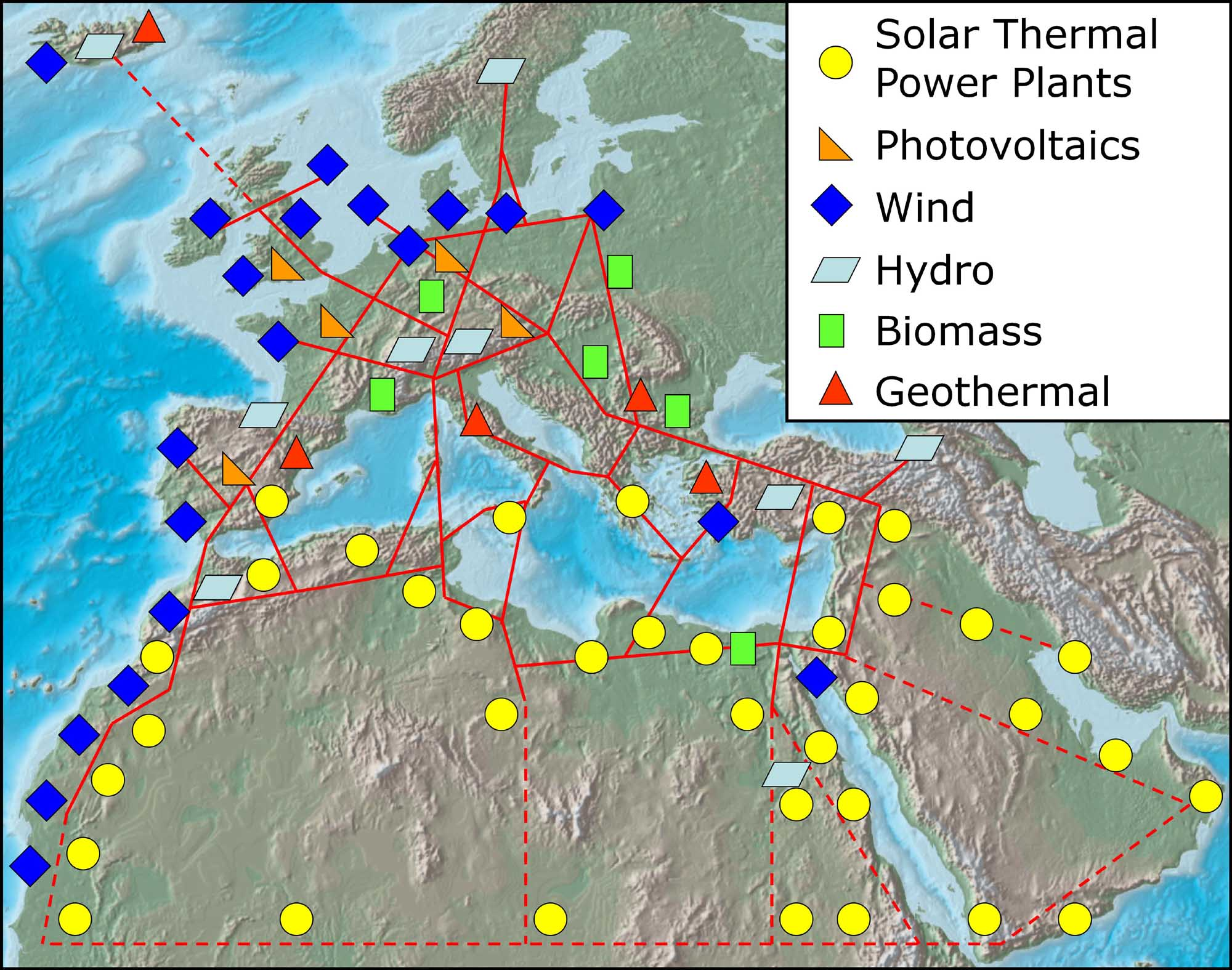
非營利性基金會DESERTEC所提一連結北非、中東和歐洲跨地區再生能源的超級電網概念性規劃。

地區之間的電力公司經歷多重互聯，可提高經濟性和可靠性。互聯電網可實現規模經濟，讓消費者能從大型、高效的發電來源購買電力。公用事業公司可從不同地區的發電廠取得電力，以確保持續、可靠的電力供應並實現負載多樣化。互聯也讓各地區經由接受不同來源的電力來獲得廉價的批量能源。例如一個地區可能在豐水季節生產廉價的水電，但在枯水期，另一個地區可能有經風能生產更便宜的電力，而讓兩地區在一年中的不同時間取得更便宜的能源。鄰近的電力公司也可幫助其他公司維持整體系統頻率，並協助管理電力公司之間的電流轉移。
電網的電力互聯水準（EIL）是電網互聯總功率除以電網裝置容量的數值。歐盟內部制定在2020年國家電網EIL佔比達到10%，於2030年將達到15%。

## 電網組成

### 發電廠

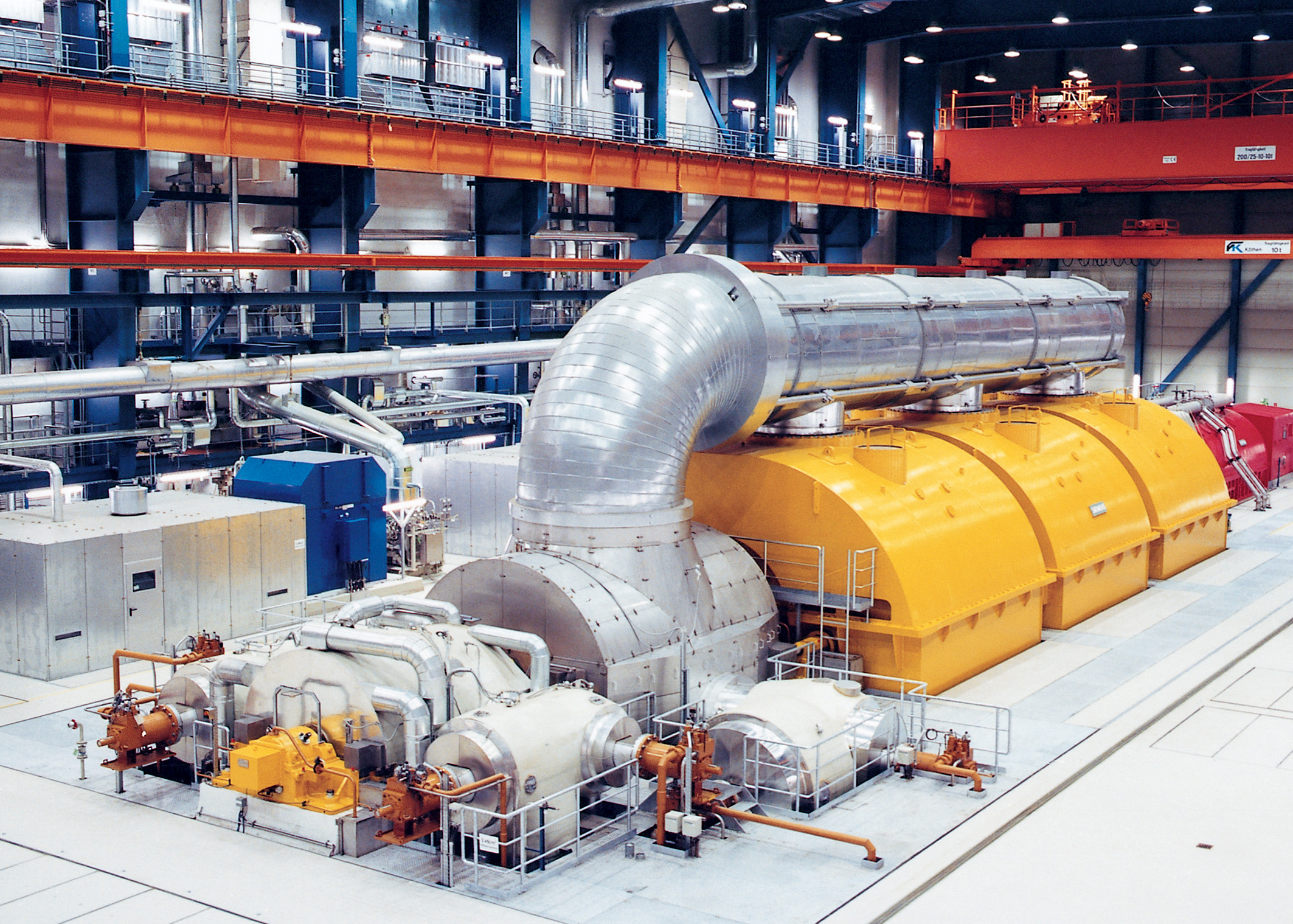
西門子所造500百萬瓦多級蒸氣渦輪發電機組（發電機於後部，紅色）。

所謂發電是發電廠使用一次能源生產電力的過程。通常這是透過熱機，或是水或風的動能驅動發電機來達成。其他能源還有太陽能光電、太陽熱能和地熱能。
電網的發電量等於所有接入電網發電機的發電量總和，通常以吉瓦為單位。

### 電力傳輸

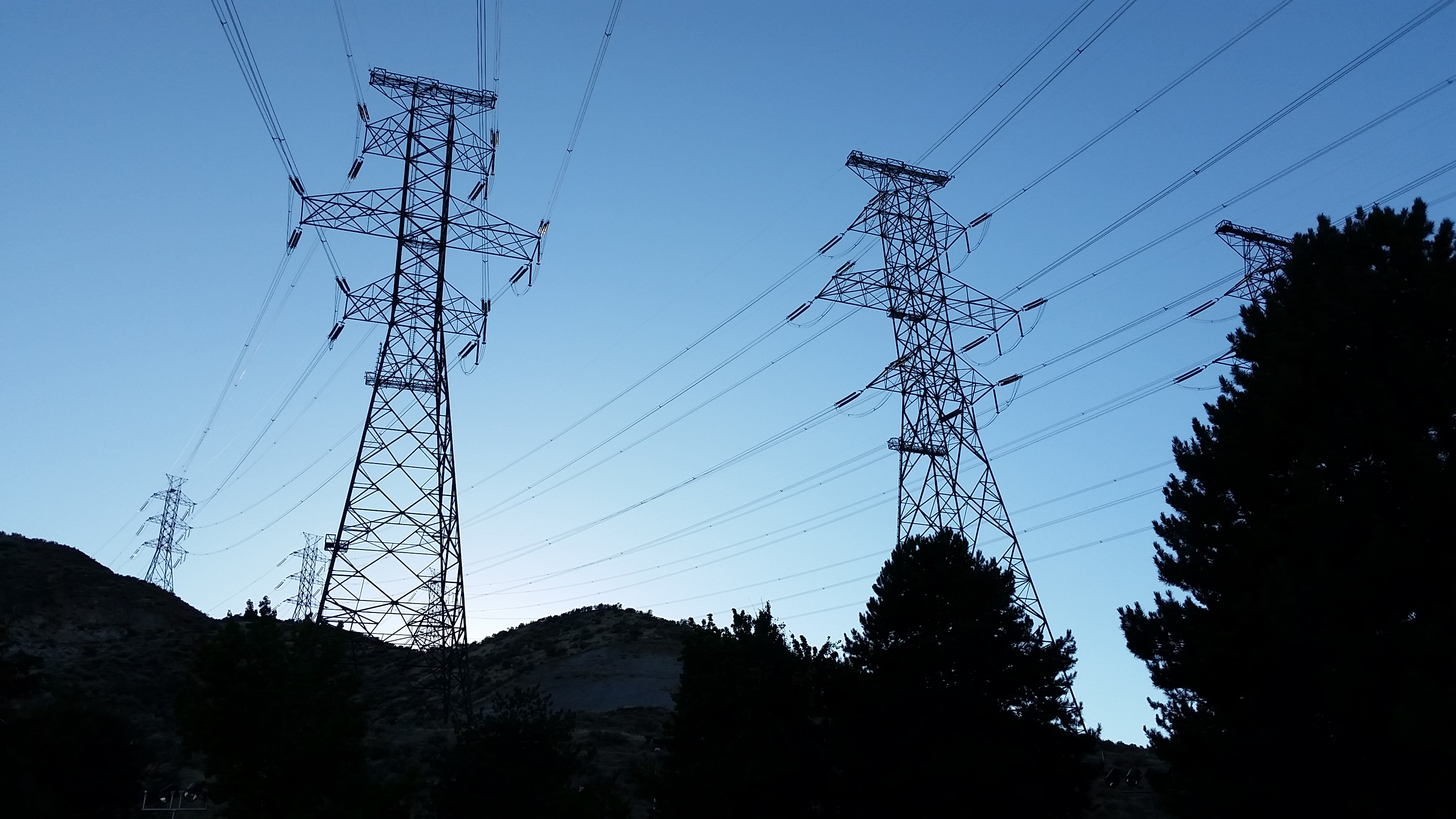
位於美國華盛頓州哥倫比亞河上的大古力水壩500千瓦三相電輸電線路。

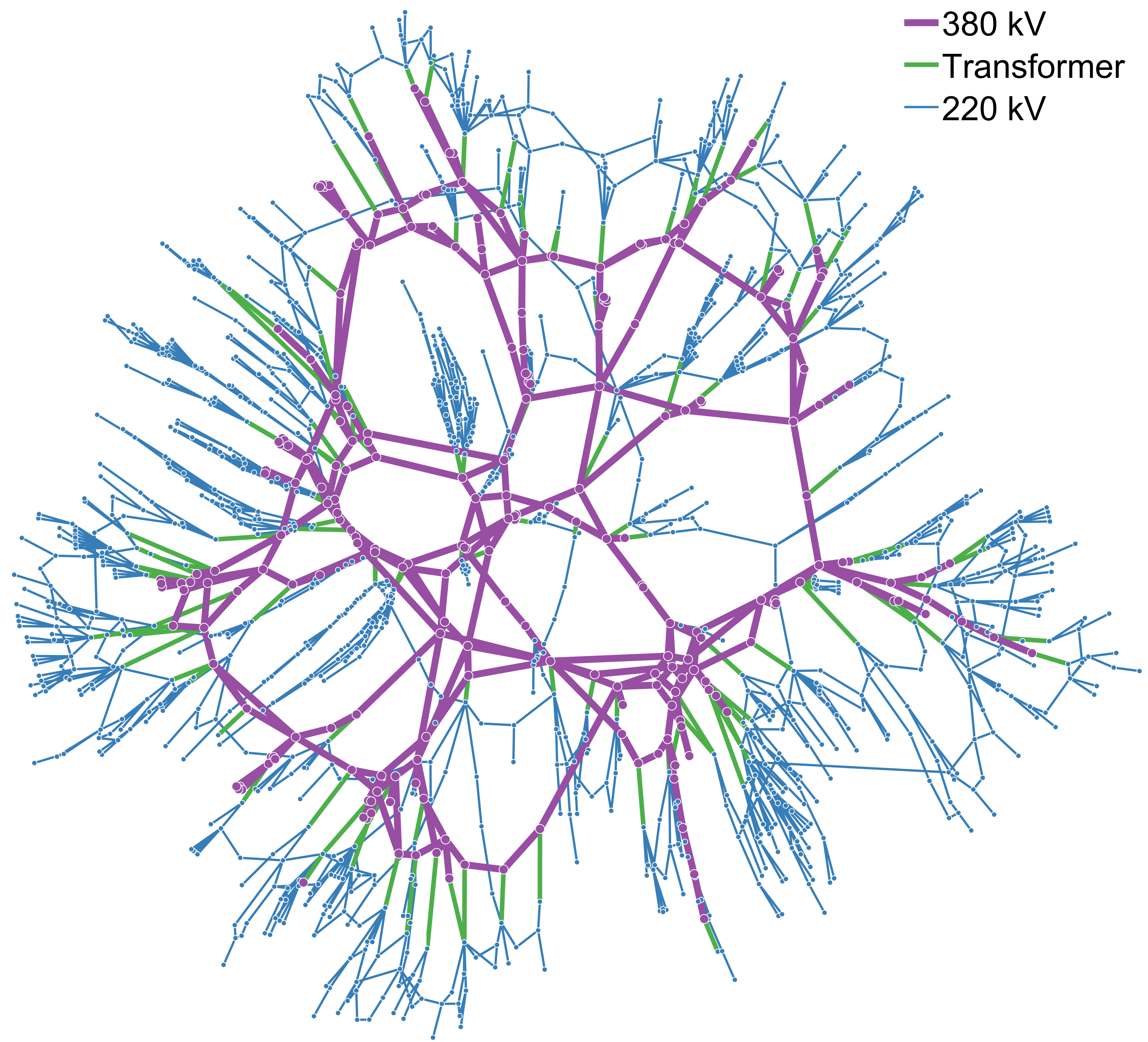
高壓輸電系統網路圖，顯示不同電壓等級之間的互連關係。本圖描繪的是電網線路結構而非實際地理分布。

電力傳輸指的是電力從發電廠經由網絡傳輸到變電所，然後再連接到配電系統。這個網絡系統不同於高壓變電所與用戶之間的本地配電線路。
由於生產電力的地點通常遠離使用電力的，輸電系統通常可覆蓋很遠的距離。對於給定量的功率，當電壓越高，電流就會越低，而傳輸效率會因此更高。因此電壓會在發電廠升高，到了地方上的變電所經過降壓後再配送給用戶。
大多數輸電系統均為三相。三相可在相同量的電線下比單相傳輸更多的電力，因為中性線（當電流從火線流向負載（例如電燈、家電）後，會經由中性線回到電源）和接地線是共享的。此外，三相發電機和電動機比單相的更有效率。
傳統電流導體造成的主要損耗之一是電阻損耗，它與電流的平方成正比，且與距離有關。高壓交流輸電線路每百英里會因電阻而損失1-4%。然而高壓直流電的損耗只有交流電的一半。由於發電廠產生的和用戶端使用的電能都是交流電，因此在傳輸的兩端需要用到交流/直流換流站。在長距離輸電的情況下，節省下來的電能所帶來的經濟效益，可抵消設置這些換流站的成本。
傳輸網路非常複雜，存在冗餘路徑。實際佈線通常取決於可用的土地及其地質。大多數輸電系統都提供更複雜的網狀路徑所具的可靠性。透過冗餘線路，系統可在發生故障時自動切換，維持電力供應。

### 變電所
變電所可執行許多功能，但通常是將電壓從低變高（升壓）和從高變低（降壓）。電壓在發電機和最終消費者之間可能會變換好幾次。
變電所依功能可劃分為三種主要類型：
- 升壓變電所：這些變電所使用變壓器將發電機和發電廠生產的電力升高電壓（電流因之降低），以便進行有效長距離傳輸。
- 降壓變電所：使用變壓器將來自輸電線路的電壓降低，提供給工業用戶，或是輸往配電變電所。
- 配電變電所：再次用變壓器將電壓降低，以供一般最終用戶使用。

變電所除裝置有變壓器外，還有其他主要組件或功能：
- 斷路器：用於自動斷電，將系統中的故障部分隔離。[31]
- 開關：控制電流，隔離不同設備。[32]
- 匯流排：通常是一組三根導線，分別對應三個相位電流。變電所以匯流排為中心而運作，匯流排連接入線、變壓器、保護裝置、開關和出線。[31]
- 避雷器（英语：Lighning arrester）
- 功率因數校正電容器
- 用於功率因數校正和電網穩定性的同步電容器（英语：synchronous condenser）

### 配電系統

電力系統基本佈局。電壓和電線的表示法是德國和其他歐洲系統的常見形式。

配電是電力傳輸的最後階段 - 將電力從輸電系統輸送到個人消費者。變電所將輸電電壓降低至2千伏至35千伏之間（中壓）。主配電線路將中壓電力輸送至位於客戶所在附近的配電變壓器。配電變壓器再次將電壓降低至家用電力電壓。需更大功率的客戶可以直接連接到主配電層或是次級輸電（次級輸電電壓比主輸電線路低，但又比直接供應給一般用戶的配電線路高）。
配電網路分為兩種：放射狀或是網狀。
在北美的城鎮，電網往往遵循經典的放射狀設計。變電所從輸電網路接收電力，透過變壓器降壓後發送到匯流排，再經饋線分佈到鄉村的各個方向。這些饋線承載三相電力，並傾向於沿著變電所附近的主要街道延伸。隨著離開變電所越遠，饋電線路會繼續分支，較小的支線擴展到覆蓋饋電線路未涵蓋的地區。這種樹狀結構從變電所向外延伸，但出於可靠性考慮，通常會包含至少一條未使用的備用線路連接至附近的變電所。在緊急情況下可啟用此連接，以便原變電所服務區中的一部分可由另一個變電所供電。

### 儲能
電網儲能，也稱為大規模儲能是在輸電網路內大規模儲能方法的總稱。在電力充足且廉價時（特別是產自間歇性再生能源，例如風能、潮汐能和太陽能的電力）或電力需求較低時將多餘電能儲存，在需求較高時再送回電網，且收取較高的電價。截至2020年，全球最大的電網儲能形式是築壩式水力發電，包含常規水力發電，加上抽水蓄能發電兩種。
由於電池儲能技術已有長足進展，使得商業上可行的項目能在電力生產高峰期間將其儲存，然後在需求高峰期間釋放，也會在發電廠發生意外，電力產量下降時釋放，而為需量反應較慢的發電能源爭取啟動運行所需時間。綠氫是透過再生能源或碳排放相對較低的能源產生的電力，進行水電解而產生，就資本支出而言，綠氫是比抽水蓄能發電或是電池儲能更為經濟的長期儲能手段。

## 功能

### 需求
電網的負載是指電網用戶所消耗的總電功率。
負載隨時間而變化的圖表稱為負載曲線。
基本負載發電廠是任何給定時期內電網的最小負載，用電高峰是電網的最高負載。從歷史上看，基本負載通常由運行相對便宜，可一次連續運行數週或數月的設備來滿足，但全球此種情況越來越不常見。額外的用電高峰有時是由成本高昂的尖峰負載發電廠所生產，這些電廠配備有業經優化，可快速上線的發電機，但這類發電廠也變得越來越少見。
然而如果電力需求過大，電網會不堪負荷，輕則導致電器損壞，重則引發火災，造成嚴重安全隱患。

### 電壓
電網的目標是為用戶提供穩定且幾乎不變的電壓 - 即便面對用電量起伏不定、設備負載多變且不穩定的情況以及發電機和輸配電設備可能出現故障等挑戰，電網仍需維持電壓穩定。.為維持供電電壓穩定，電網常在靠近用戶端的變壓器上裝設分接開關，以即時調整輸出電壓，確保符合規範。

### 電源頻率
發電量和用電量必須在整個電網中保持平衡，因為電力是在產生的同時被消耗掉。對於旋轉發電機，局部調速器調節驅動扭矩，在負載變化時保持幾乎恆定的旋轉速度。電力在短期內由發電機的旋轉動能儲存。
雖然發電機的速度保持相對恆定，但與額定系統頻率的小偏差對於調節個別發電機非常重要，並用於評估整個電網的平衡。當電網負載較輕時，電網頻率高於額定頻率，整個網絡中的自動發電控制系統將其視為發電機應減少輸出的指示。反過來，當電網負載較重時，頻率自然會降低，控制系統會調整發電機以輸出更多功率。當各發電機具有相同的調速器控制裝置時，它確保具有相同裝置的多個並聯發電機按額定值共同承擔負載。
此外，電網通常還有中央控制，可在一分鐘或更長的時間內改變自動發電控制系統的參數，以進一步調整體網路流量和電網的運作頻率。
電網的頻率雖然允許短暫的波動，但系統會進行調整，確保連接在電網上的電鐘在一天之內不會走得太快或太慢。
整個同步電網以相同的頻率運行，相鄰電網即使以相同的額定頻率運行也不會同步。採用高壓直流輸電線路或變頻變壓器，可把兩個不同步的電網連接起來，毋須將更廣泛區域進行同步。 此技術在歐洲的電網架構中已得到廣泛應用。

### 銘牌容量和確定容量
聯結電網發電機的最大功率輸出（額定容量），其總和可被認為電網的容量。
但實際上它們不會同時全功率運行。通常一些發電機以較低的輸出功率運行（備轉容量），以應對故障發生和需求變化。此外，發電機可能因維護或其他原因如能源供應端（如燃料、水力、風能、太陽能等）或環境規範的限制而離線。
確定容量（firm capacity）是電網在給定時間段內立即可產生的最大功率輸出，是一更有用的數字。

### 發電
大多數電網規範規定，發電機運作根據邊際成本（即最便宜的優先）以及偶爾的環境因素而按優劣順序來進行。因此價廉的發電設備幾乎受到全力運作，而價格昂貴的在必要時才會運作。

## 故障與問題
故障通常與發電機或輸電線路因故導致跳閘有關，導致用戶端用電受到影響，產生供電不足或超載等問題。這通常會導致電網頻率降低，其餘的發電機將做出反應並嘗試穩定在最低頻率值以上。如無法做到，有可能會發生多種情況。
電網某一部分發生重大故障，如無法迅速得到補償，會導致電流採不同線路傳輸，經容量不足的輸電線路傳輸給消費者，而可能發生進一步的故障。因此廣泛聯結的電網有個缺點 - 可能出現級聯故障和大範圍停電。應對此問題，通常會指定一個中心機構來促進溝通，並制定協議以維持一穩定的電網。例如北美電力可靠性公司於2006年成為美國法定的強制執行機構，並在加拿大和墨西哥適用部分擁有諮詢權。美國政府另外還特別標示出一些區域為國家利益電力傳輸走廊，因為這些地區的電力傳輸系統已出現瓶頸問題，如果地方政府不配合解決，聯邦政府可出面處理。

### 棕色停電

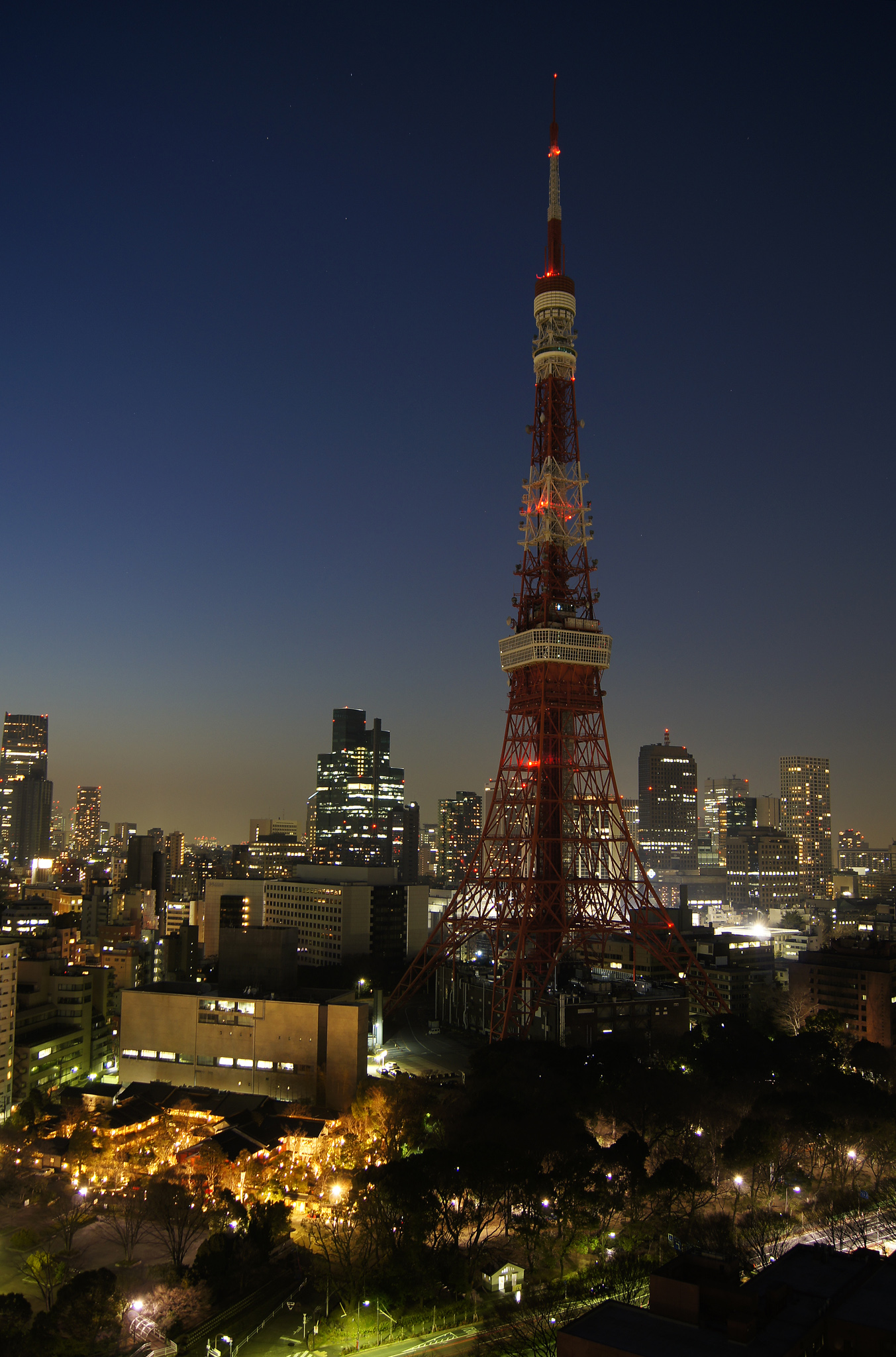
發生於日本東京鐵塔附近的棕色停電。

棕色停電指的是供電系統中有意或無意的電壓下降。故意的情況是在緊急情況下用來降低負載。這種降低會持續幾分鐘或幾小時，與短期電壓驟降不同。此名詞來自白熾燈在電壓下降時會變暗的描述。電壓降低可能是電網中斷的結果，或有時可能是為減少負載並防止停電（稱為blackout）而實施的。
在某些國家，棕色停電並非指電壓下降，而是指有意或無意的停電。

### 停電
停電（也稱為power cut、power out、power blackout、power failure或是blackout）是指特定區域失去電力。
停電可能是由發電廠故障、輸電線路、變電所或配電系統等損壞、短路、連鎖故障、保險絲或斷路器操作以及人為錯誤所引起。
在與環境和公共安全相關的場所發生停電，風險尤其嚴重。醫院、污水處理廠、礦場、避難所等機構通常都會裝置備用電源，例如緊急發電機（於停電時會自動啟動）。其他關鍵系統（例如電信）也需有緊急電源。電話交換機的電池間通常有一組備用鉛酸電池，還有一個插座，於長時間停電時可連接到發電機。

### 降載
發電和輸電系統可能無法時時滿足電力的尖峰需求 - 即給定區域內所有公用事業客戶所需的最大電量。在此情況下，必須將整體需求降低，方法是關閉某些設備或降低電網電壓（棕色停電），以防止供電中斷（例如大範圍停電）或是設備遭受損壞。公用事業公司可透過有針對性的停電、輪流停電或與特定高電力消耗工業體達成協議，在系統高峰需求發生的時段實施降載（load shedding）而將部分生產設備關閉。

### 黑啟動

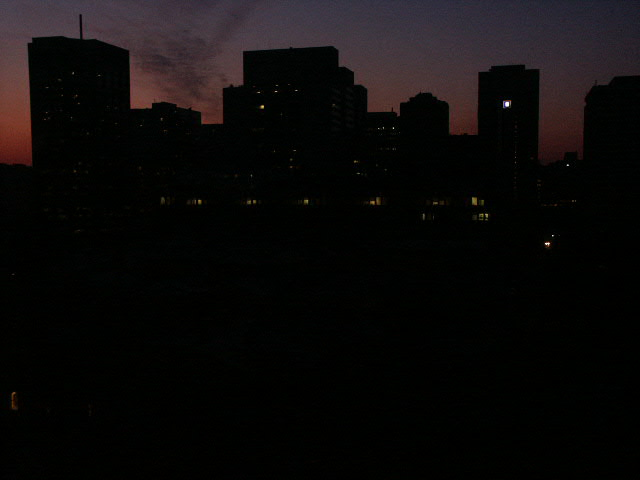
2003年美加大停電期間，加拿大多倫多黃昏時分的天際線，發電廠須經黑啟動以恢復運作。

黑啟動指的是在不依賴外部輸電網路，而從全部或部分停電狀態中恢復發電廠或部分電網運作的過程。
發電廠自身所需的電力通常由自己的發電機提供。如果發電廠的所有發電機都關閉，則須透過輸電線路從電網獲取電力。然而在大範圍停電期間，如果無法獲得來自外部電網的電力，則需執行所謂的黑啟動來讓發電廠重新運作。
一些發電廠為黑啟動做準備，會配置小型柴油發電機（一般稱為黑啟動柴油發電機（BSDG）），用來啟動較大的發電機（容量可達幾百萬瓦），而後者又用來啟動主發電機。使用蒸汽渦輪機的發電廠本身需要高達其發電容量10%的服務功率（用於鍋爐給水泵、鍋爐鼓風機和燃料輸送）。在每個發電廠安排如此大的備用容量並不具經濟效益，因此必須透過輸電線路與另一發電廠連結，作為黑啟動電源。通常是水力發電廠會被指定為恢復故障電廠的黑啟動電力來源。水力發電廠啟動時僅用到甚少的初始電力（足以打開進水閘門，並向發電機磁線圈提供激磁電流），且可非常快速投入大量電力以啟動化石燃料或核能發電廠。某些類型的燃氣渦輪機可用於黑啟動，是無合適水力發電廠地方的另一選擇。一家於南加利福尼亞州的公用事業公司於2017年展示使用電池儲能系統提供黑色啟動，成功啟動一部在閒置狀態下聯合循環燃氣渦輪機。

### 設備過時問題
雖然已開發國家有新穎的制度和輸電網路設計，但其電力傳輸基礎設施正在老化中。導致如此的因素有：
- 設備老化 - 舊設備失效率較高，導致服務中斷，會影響到經濟和社會，此外，較舊的資產和設施會需要更高的檢查及維護成本，以及進一步的修理和恢復成本。
- 過時的系統佈局 - 較老舊的地區需要增添大量的變電所和輸電線路路權，由於難以取得，而被迫將就利用既有的、不足的設施。
- 過時的工程技術 - 傳統的電力傳輸規劃和工程工具無法有效應對因設備老化、過時系統佈局和現代放鬆管制後的負載水平等問題。
- 舊的文化價值 - 過度依賴垂直整合產業的經驗，阻礙企業在解除管制環境下的適應與發展。[52]

## 趨勢

### 需量響應
需量響應是一種電網管理技術，透過電子或手動方式請求或激勵零售或批發的電力用戶以減少負載。目前電網營運商利用需量響應來要求工廠等主要用戶減少負載。
利用智慧型電錶等技術可實施浮動式電價來鼓勵客戶在電力充足且價廉時多使用電力。

### 智慧電網
本節摘自智慧電網。

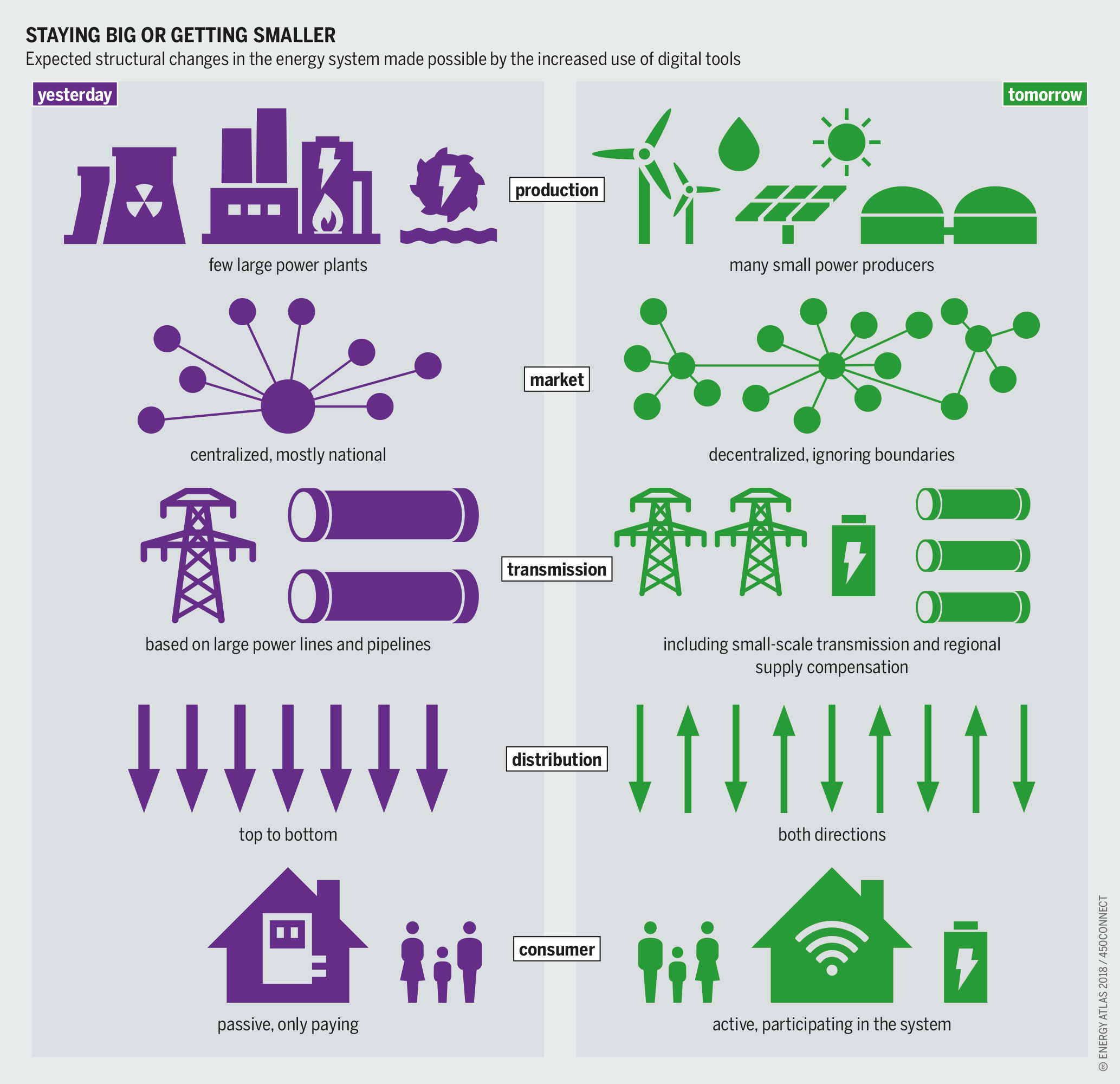
傳統電網（左）與智慧電網（右）兩者特色的比較。

智慧電網是20世紀電網的升級版，透過雙向溝通可實現智能設備之間的數據共享與協同作業。電力和資訊的雙向流動可改善輸送網路。於智慧電網的研究主要集中在三個系統 - 基礎設施系統、管理系統和保護系統。智慧電網利用電子電力調節與控制系統，確保電力供應的穩定性和可靠性。
智慧電網是當今及未來解決電力供應問題最完整的方案。預計部署智慧電網技術將對能源基礎設施效率產生許多貢獻，特別是在能源需求管理方面。提升智慧電網的彈性可讓間歇性再生能源如太陽能和風能等，在不增加儲能設施的情況之下仍能更為普及。智慧電網可監控並控制住家中的非必要設備，使其在用電尖峰時段暫停運作，而在離峰時段恢復正常。
智慧電網包含有各種運作和能源措施：
- 先進的計量基礎設施（智慧型電錶是這類設備的通用名稱）
- 與居家控制和需量響應整合的智慧配電箱和斷路器
  - 負載控制開關和智慧型電器
- 再生能源儲存裝置，包括有停放的電動載具電池，或是從電動載具及其他儲能電池回收而組成的陣列電池。
- 提升能源效率裝置
- 透過輸電線和自動智慧開關進行剩餘電量分配
- 足夠的公用事業級光纖寬頻用於連接和監控上述內容，並以無線連結作為備用。足夠的備用暗光纖（英语：Dark fiber）頻寬以確保於故障時可轉移，平日則出租以獲取收入。[58][59]

對智慧電網技術的擔憂主要集中在智慧電錶、其支援的項目以及一般安全問題。智慧電網技術出現也表示電力服務業須做根本性重新設計，此名詞的典型用法集中在技術基礎設施方面。
歐洲各國透過智慧電網歐洲技術平台（Smart Grid European Technology Platform）共同制定智慧電網政策。美國的智慧電網政策在美國法典第42章中有描述。

### 離網營運
抵制分散式發電的電網營運商可能會選擇離開電網，轉而將電力僅供應給範圍較小的地區。
能源智庫RMI和其他機構的研究工作預見將會發生大規模的離網營運。然而在德國等冬季電力需求較大的地區，這類離網營運的可能性會較小。

## 歷史
早期的電力是在需使用電力的設備或服務的附近地點生產。在1880年代，電力與蒸汽、液壓，尤其是煤氣競爭。煤氣最初是在客戶的場所內生產，但後來擴充為具有規模經濟的氣化廠。在工業化國家，城市擁有用於照明的管道煤氣網路。但使用煤氣照明，產生的光線亮度不足，浪費熱量，讓住家既熱又有煙害，且會釋放氫氣和一氧化碳，還有造成火災的隱患，電力照明出現後很快就變得比燃氣照明更具優勢。
電力公司建立獨立的中央電廠以達成規模經濟，並演進為集中發電、配電和系統管理。於1880年代後期出現的電流之戰（交流電與直流電之爭）平息後，交流電勝出，透過長距離傳輸電力，可將各發電廠互聯以平衡負載並提高負載因數。史上的輸電和配電線路原由同一公司擁有，但從20世紀90年代開始，許多國家將電力市場監管開放（電力自由化），導致輸電業務與配電業務分離。
在英國，Merz & McLellan顧問合夥公司創始人之一 - 查爾斯·梅爾茨於1901年在泰恩河畔紐卡斯爾附近建造海王星發電站廠，並於1912年發展成為歐洲最大的綜合電力系統。梅爾茨後被任命為英國議會委員會主席，他的調查結果催生1918年威廉森報告，該報告又促成英國1919年電力（供應）法案制定。英國1926年電力（供應）法案出台後促成國家電網成立，依據前項法案建立的中央電力委員會將國家電力供應標準化，並建立第一個同步交流電網，運行電壓為132伏特和50赫茲。該系統於1938年開始作為國家系統 - 英國國家電網 - 而運作。
法國的電氣化始於1900年代，到1919年有700個市鎮通電，1938年增加到36,528個。同時這些獨立的電網開始互聯：巴黎在1907年以12千伏的電壓互聯，庇里牛斯山地區在1923年以150千伏互連聯，最終在1938年幾乎整個國家以220千伏互聯。 該國在1946年擁有世界上最密集的電網。法國在1946年將私人公司集合組成法國電力集團，成為國營事業。頻率標準化為50赫茲，225千瓦網路取代110千瓦和120千瓦。於1956年將供電電壓標準化為220/380伏特，取代先前的127/220伏特。自1986年5月29日開始，最終用戶服務電壓逐步改為230/400伏特 +/-10%。
於1920年代，美國的公用事業公司採聯合運作以共享尖峰負載和備用電力。該國《公用事業控股公司法》於1935年通過，電力公司被視為重要的公共財，為確保電力供應的穩定性和公平性，公用的運作受到政府的嚴格監管。1992年通過的能源政策法案要求輸電線路所有者必須開放網絡，允許發電廠接入。並引導電力行業重組運作方式，在發電廠之間形成一競爭環境。電力公司不再是垂直整合的壟斷型事業，即集發電、輸電和配電於一身。現在這三種業務可分屬於不同的公司，以創造高壓輸電可公平接入的環境。於2005年通過的《能源政策法令》，允許對替代能源生產業提供獎勵和貸款擔保，以推動降低溫室氣體排放的創新技術。
中國電氣化始於1950年代。 寶成鐵路寶雞鳳州段電氣化工程於1961年8月竣工，交付運營，成為中國第一條電氣化鐵路。中國電氣化鐵路於1958年到1998年期間達到6,200英里（10,000公里）。截至2017年底，電氣化鐵路長度已達到54,000英里（87,000公里）。中國國家電網公司是該國電氣化鐵路的重要電力供應商。 
中國從2009年開始便利用超高壓輸電技術（Ultra-high-voltage （UHV）electricity transmission），將產電的西部和用電的東部緊密相連，無論是交流電還是直流電，都能通過超長距離的輸電線路傳輸。為讓電力生產和消費保持平衡，同時減少電力在傳輸過程中的損耗，中國不斷擴大交流和直流輸電的規模。
中國已建造有史以來最大型超高壓長距離輸電項目，目標是在2015年至2020年期間實現全國電網一體化。

## 外部連結
- Open Infrastructure Map （页面存档备份，存于） is a view of the world's hidden power infrastructure mapped in the OpenStreetMap database.